# 증기선 윌리
《증기선 윌리》(Steamboat Willie)는 1928년 월트 디즈니와 어브 아이웍스가 감독한 미국 애니메이션 단편 영화이다. 월트 디즈니 애니메이션 스튜디오에서 흑백으로 제작되었으며, 팻 파워스가 셀레브리티 프로덕션이라는 이름으로 배급하였다. 이 만화는 미키 마우스와 미니 마우스의 공식 데뷔작으로 간주되지만, 두 캐릭터는 몇 달 전 《정신나간 비행기》의 시험 상영회와 당시 미개봉 상태였던 《갤로핀 가우초》에 이미 등장한 바 있다. 《증기선 윌리》는 미키의 세 번째 영화로 제작되었으나, 디즈니가 《재즈 싱어》를 본 후 최초의 완전히 동기화된 소리 만화 중 하나를 만들기로 결심했기 때문에 최초로 배급된 작품이 되었다.
《증기선 윌리》는 특히 동기화된 소리가 있는 최초의 만화 중 하나일 뿐만 아니라, 완전히 후반 작업된 사운드트랙을 특징으로 하는 초기 만화 중 하나로서 주목받는데, 이는 잉크웰 스튜디오의 《송 카툰》(1924년~1926년), 《마이 올드 켄터키 홈》(1926년)과 반 뷰렌 스튜디오의 《디너 타임》(1928년)과 같은 이전의 소리 만화들과 구별되는 점이다. 디즈니는 동기화된 소리가 영화의 미래라고 믿었다. 《증기선 윌리》는 당대 가장 인기 있는, 만화가 되었다.
《증기선 윌리》의 음악은 윌프레드 잭슨과 버트 루이스가 편곡했으며, 1910년대 바리톤 아서 콜린스에 의해 대중화된 곡인 "증기선 빌"과 19세기 인기 민요인 "밀짚 속의 칠면조"를 포함하고 있다. 영화의 제목은 버스터 키턴의 영화 《스팀보트 빌 주니어》(1928년)의 패러디일 수 있으며, 이 제목도 콜린스의 노래를 참조한 것이다. 디즈니가 이 영화의 모든 목소리를 연기했지만, 알아들을 수 있는 대화는 거의 없다.
이 영화는 세계에서 가장 인기 있는 만화 캐릭터 중 하나를 소개했을 뿐만 아니라 기술적 혁신으로 인해 널리 비평적 찬사를 받았다. 이 단편은 종종 가장 영향력 있는 만화 중 하나로 간주된다. 애니메이터들은 1994년 서적 《가장 위대한 50대 만화》에서 《증기선 윌리》를 역대 13번째로 위대한 만화로 선정했으며, 1998년에는 미국 의회도서관에서 미국 국립영화등기부에 보존하도록 선정하였다. 이 만화는 1928년에 출판된 다른 작품들과 함께 2024년 1월 1일 미국에서 퍼블릭 도메인에 진입하였다.

## 배경
미키 마우스는 오스왈드 더 럭키 래빗을 대체하기 위해 창조되었는데, 오스왈드는 디즈니 스튜디오에서 만들어졌지만 당시 유니버설 픽처스가 소유권을 갖고 있던 초기 만화 캐릭터였다. 처음 제작된 두 편의 《미키 마우스》 영화인 무성 버전의 《정신나간 비행기》와 《갤로핀 가우초》는 배급사를 얻는 데 실패했다. 로이 O. 디즈니에 따르면, 월트 디즈니는 《재즈 싱어》(1927년)를 본 후 소리가 있는 만화를 만들도록 영감을 받았다. 디즈니는 만화에 소리를 추가하면 그 매력이 크게 증가할 것이라고 믿었다. 피트 캐릭터는 《증기선 윌리》보다 여러 해 앞서 존재했으며, 《앨리스가 퍼즐을 풀다》(1925년)부터 오스왈드와 디즈니의 첫 만화 영웅인 줄리어스 더 캣(고양이 펠릭스의 무허가 파생 캐릭터)의 악당으로 등장했지만, 원래는 곰으로 묘사되었다.
그렇게 인정받고 있음에도 불구하고, 《증기선 윌리》는 동기화된 소리가 있는 최초의 만화는 아니었다. 1924년 5월부터 1926년 9월까지, 데이브와 맥스 플라이셔의 잉크웰 스튜디오는 포노필름 사운드-온-필름 공정을 사용하여 《송 카툰》 시리즈의 일부인 19개의 소리 만화를 제작했다. 그러나 《송 카툰》은 소리를 완전히 동기화하지 못한 반면, 《증기선 윌리》는 음악가들이 박자를 맞출 수 있도록 클릭 트랙을 사용하여 제작되었다. 《증기선 윌리》가 개봉되기 한 달 전에, 폴 테리는 사운드트랙을 사용한 《디너 타임》을 발표했지만, 《디너 타임》은 재정적으로 성공하지 못했다.
1927년 6월, 제작자 팻 파워스는 리 디포리스트의 포노필름 코퍼레이션에 대한 인수를 시도했으나 실패했다. 그 여파로, 파워스는 드 포레스트의 전 기술자였던 윌리엄 개리티를 고용하여 포노필름 시스템의 복제 버전을 제작하게 했는데, 이를 파워스는 "파워스 시네폰"이라고 명명했다. 그때까지 드 포레스트는 특허 침해에 대해 파워스에 법적 대응을 할 만큼 재정적으로 강한 위치에 있지 않았다. 파워스는 디즈니가 《증기선 윌리》에 시네폰을 사용하도록 설득했다. 이들의 사업 관계는 1930년까지 지속되었으나, 파워스와 디즈니는 돈 문제로 불화를 겪었고, 파워스는 디즈니의 수석 애니메이터인 어브 아이웍스를 스카우트했다.

## 줄거리
미키 마우스는 외륜 증기선을 조종하면서 즐겁게 "증기선 빌"을 휘파람으로 불며 배의 세 개의 기적을 울린다. 곧 선장인 피트가 나타나 미키에게 조타실에서 나가라고 명령한다. 짜증이 난 미키는 피트에게 혀를 내밀고, 이에 피트는 미키를 걷어차려고 시도하지만 미키가 재빨리 피하면서 피트는 실수로 자신의 엉덩이를 차게 된다. 미키는 계단에서 굴러 떨어지고, 배의 갑판에 있는 비누에 미끄러져 물통에 빠진다. 앵무새가 그를 비웃자 미키는 앵무새의 머리에 통을 씌운다.
이 상황을 지켜본 피트는 직접 증기선을 조종한다. 그는 씹던 담배를 뱉어내는데, 침이 바람을 타고 뒤로 날아가 배의 종을 울린다. 이에 재미를 느낀 피트는 다시 한번 침을 뱉지만, 이번에는 침이 자신의 얼굴에 맞아 당황한다.
증기선은 각종 가축을 싣기 위해 "포덩 선착장"에 정차한다. 미키는 FOB 태그가 달린 마른 소 한 마리를 마구에 연결하여 배에 싣는 데 어려움을 겪는다. 이 문제를 해결하기 위해 미키는 소의 뱃속에 건초를 채워 마른 소를 살찌워 마구에 맞게 만든다. 다시 출발하려는 순간, 미니 마우스가 나타나 떠나기 전에 배를 잡으려고 달려온다. 미키는 제때 그녀를 보지 못하지만, 미니는 해안을 따라 미키의 이름을 부르며 배를 쫓는다. 미키는 미니의 외침을 듣고 화물 크레인을 그의 블루머에 걸어 배에 태운다.
갑판에 착륙한 미니는 실수로 우쿨렐레와 "칠면조 춤"이라는 노래의 악보를 떨어뜨리고, 이를 염소가 먹어버린다. 부분적으로 먹힌 우쿨렐레를 염소와 잠시 실랑이를 벌인 후, 미키는 손을 놓치고 우쿨렐레가 염소 안으로 들어간다. 우쿨렐레의 힘으로 염소는 음악 소리를 내기 시작한다. 흥미를 느낀 미키는 미니에게 염소의 꼬리를 손잡이처럼 돌려 염소의 몸을 축음기처럼 사용하라고 지시한다. 음악이 흘러나오기 시작하고 두 쥐는 기뻐한다. 미키는 배에 있는 다양한 물건을 타악기 반주로 사용하며, 이후에는 고양이의 꼬리를 당기고, 거위의 목을 늘리고, 젖을 먹이는 암퇘지의 새끼들의 꼬리를 당기고 그 암퇘지를 아코디언처럼 사용하며, 소의 이빨과 혀를 실로폰처럼 사용하여 동물들을 '연주'하기 시작한다.
선장 피트는 이 음악 공연에 즐거워하지 않고 미키에게 벌로 감자 껍질을 벗기게 한다. 심술이 난 미키는 칼을 사용하여 감자 껍질과 함께 대부분의 감자를 버리며 낭비적으로 껍질을 벗긴다. 감자 통에서 이전에 그를 비웃었던 같은 앵무새가 현창에 나타나 다시 그를 비웃는다. 새의 조롱에 화가 난 미키는 반쯤 껍질을 벗긴 감자를 던져 앵무새를 강으로 떨어뜨린다. 그 후 미키는 감자 옆에 앉아 앵무새가 꽥꽥거리는 소리를 들으며 웃는다.

### 대화
미키, 미니, 피트는 으르렁거리고 삑삑거리지만 알아들을 수 있는 대화 없이 거의 무언극으로 연기한다. 영화에서 유일한 진짜 대화는 배의 앵무새가 말한다. 미키가 비눗물 통에 빠졌을 때, 새는 "많이 아프지 않길 바래, 친구! 하하하하하!"라고 말한다. 미키가 앵무새의 머리에 통을 씌운 후, 앵무새는 "도와줘! 도와줘! 사람이 물에 빠졌어!"라고 외친다. 단편의 마지막에 미키가 앵무새에게 감자를 던지고 물에 빠진 후에도 같은 말을 반복한다.

## 제작

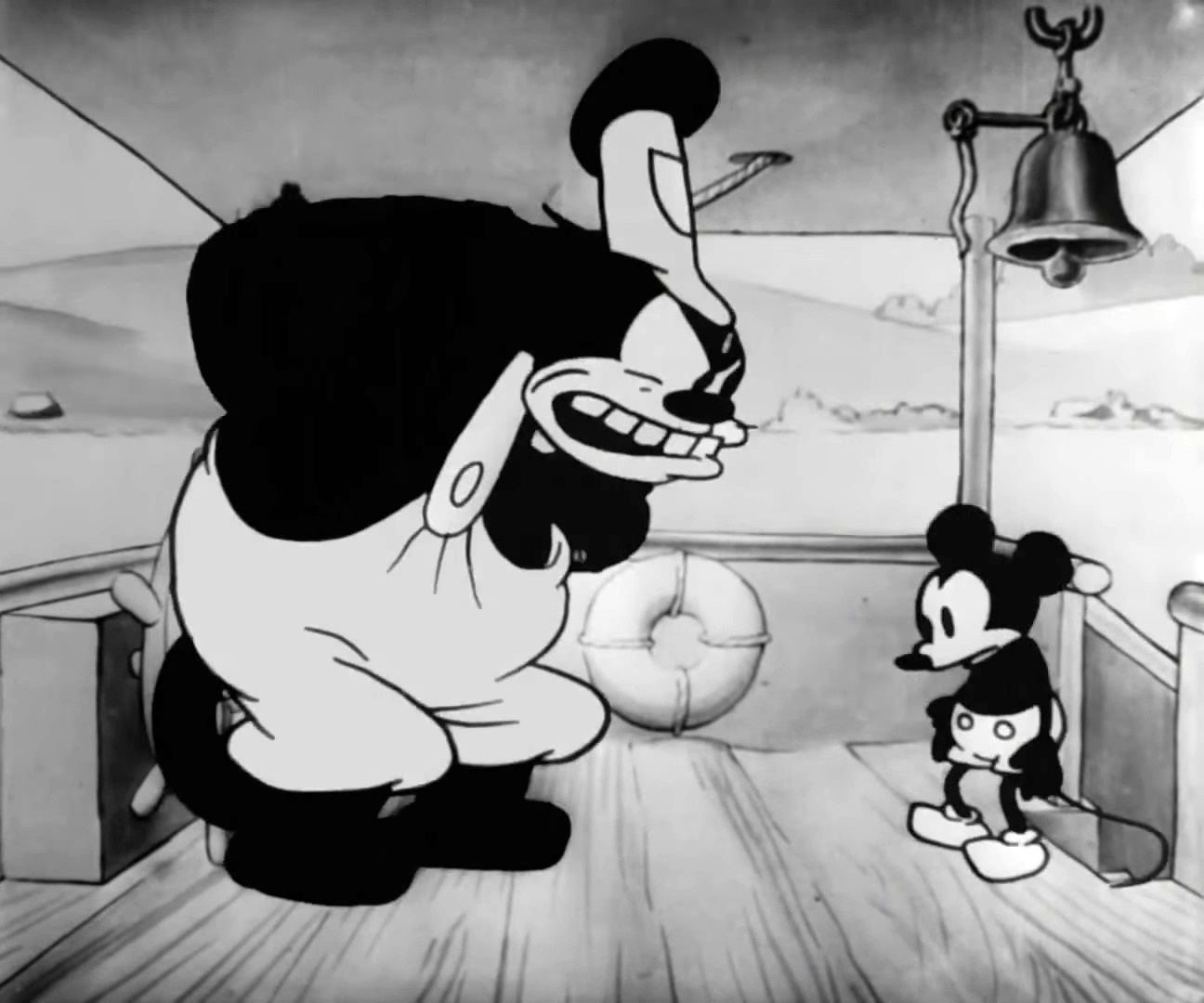
증기선 선교에서 피트(왼쪽)와 미키(오른쪽)

《증기선 윌리》의 제작은 1928년 7월에서 9월 사이에 이루어졌으며, 로이 O. 디즈니의 개인 기록에 따르면 영화관용 프린트를 포함하여 4,986.69달러(2024년 기준 91,316달러에 해당)의 예산이 소요되었다. 처음에는 소리가 있는 만화가 충분히 믿을 만하게 보일지에 대해 애니메이터들 사이에 약간의 의구심이 있었기 때문에, 사운드트랙이 제작되기 전에 디즈니는 라이브 사운드와 함께 시험 관객에게 영화를 상영하도록 준비했다. 이 상영은 7월 29일에 이루어졌으며, 《증기선 윌리》는 부분적으로만 완성된 상태였다. 관객들은 월트 디즈니의 사무실에 인접한 방에 앉았다. 디즈니의 형인 로이는 영사기를 야외에 배치하고 영사기 소리가 라이브 사운드를 방해하지 않도록 창문을 통해 영화를 투사했다. 어브 아이웍스는 스크린 뒤에 침대 시트를 설치하고 그 뒤에 관객들이 앉는 스피커에 연결된 마이크를 배치했다. 라이브 사운드는 침대 시트 뒤에서 제작되었다. 윌프레드 잭슨은 하모니카로 음악을 연주했고, 어브 아이웍스는 타악기 부분을 위해 냄비와 프라이팬을 두드렸으며, 조니 캐넌은 슬라이드 휘슬과 종을 위한 가래통을 포함한 다양한 장치로 음향 효과를 제공했다. 월트 디즈니는 영화에 있는 대부분 그렁거림, 웃음, 꽥꽥거림 등의 적은 대화를 제공했다. 여러 번의 연습 후, 디즈니 직원들과 그들의 아내들로 구성된 관객을 위한 준비가 완료되었다.

관객의 반응은 매우 긍정적이었으며, 이는 월트 디즈니에게 영화를 완성할 자신감을 주었다. 그는 나중에 이 첫 시사회를 회상하며 다음과 같이 말했다.
우리의 작은 관객에게 미친 영향은 전기적인 것이었다. 그들은 거의 본능적으로 이 소리와 움직임의 결합에 반응했다. 나는 그들이 나를 놀리고 있다고 생각했다. 그래서 그들은 나를 관객석에 앉히고 다시 영상을 돌렸다. 끔찍했지만, 놀라웠다! 그리고 그것은 새로운 것이었다!
아이웍스는 다음과 같이 말했다. "내 인생에서 그렇게 흥분한 적이 없었다. 그 이후로 그것과 견줄 만한 것은 없었다."
월트 디즈니는 로스앤젤레스에 그런 시설이 없었기 때문에 사운드트랙을 제작할 회사를 고용하기 위해 뉴욕시로 여행했다. 그는 결국 리 디포리스트에게 어떤 공로도 인정하지 않고, 디포리스트의 포노필름 시스템의 업데이트된 버전을 사용하여 팻 파워스가 만든 시네폰 시스템을 선택했다.
최종 사운드트랙의 음악은 그린 브라더스 노벨티 밴드가 연주했으며 칼 에두아르드가 지휘했다. 밴드의 조와 루 그린도 음악을 영화에 맞추는 데 도움을 주었다. 1928년 9월 15일에 이루어진 녹음과 영화를 동기화하는 첫 번째 시도는 재앙이었다. 디즈니는 두 번째 녹음을 위한 자금을 마련하기 위해 자신의 문 로드스터를 팔아야 했다. 이는 템포를 유지하기 위한 촬영된 바운싱 볼의 추가와 함께 성공을 거두었다.

## 개봉 및 평가

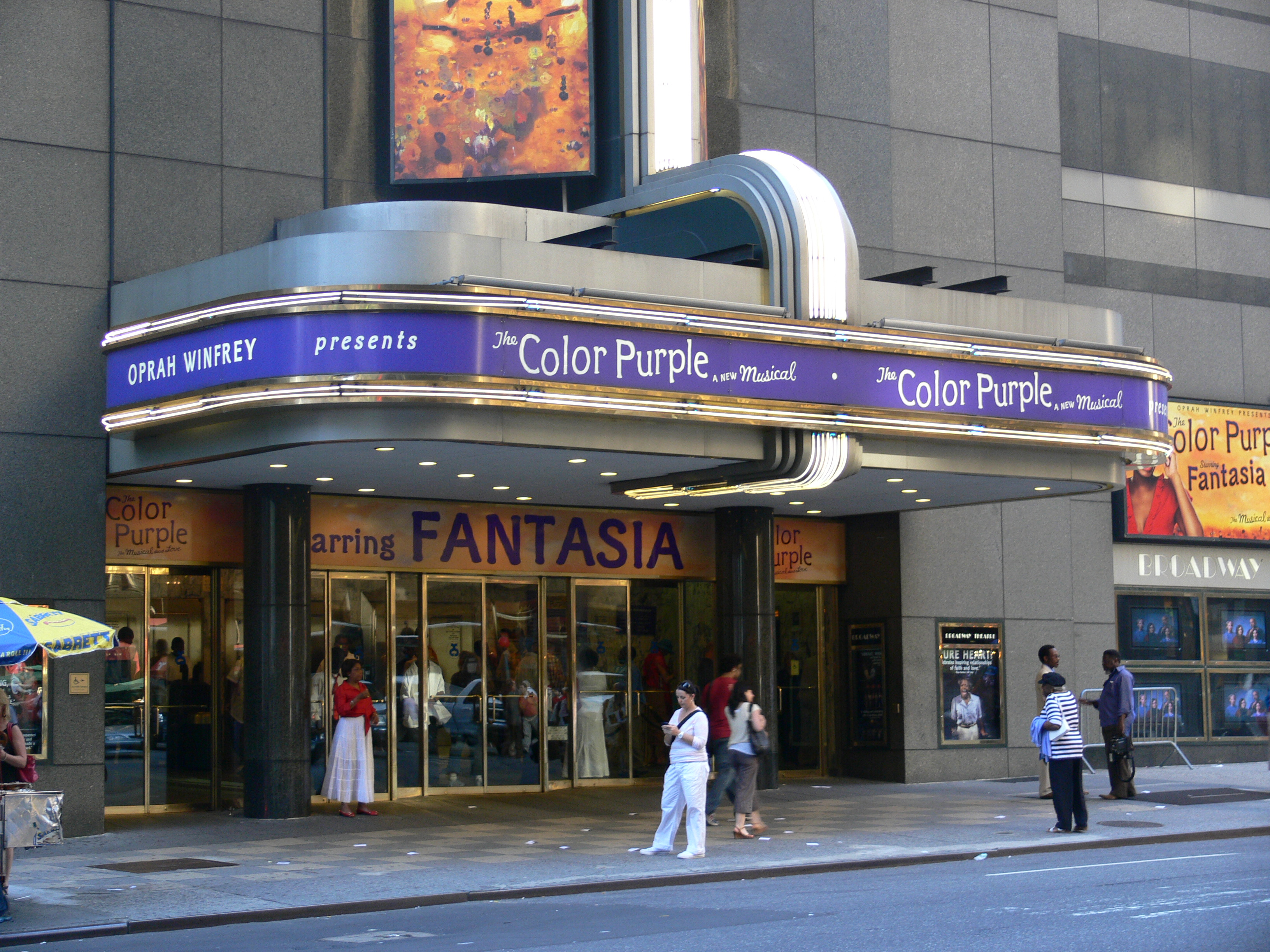
2007년에 촬영된 뉴욕의 브로드웨이 극장은 1928년 《증기선 윌리》가 처음 상영된 곳이다. 당시 이 극장은 "유니버설의 콜로니 극장"으로 알려져 있었다.

《증기선 윌리》는 1928년 11월 18일 뉴욕시 유니버설의 콜로니 극장에서 초연되었다. 이 영화는 셀레브리티 프로덕션이 배급했으며, 초기 상영은 2주간 지속되었다. 디즈니는 주당 500달러(2024년 기준 9,156달러에 해당)를 받았다. 첫 상영에서 이 작품은 하루에 다섯 번 상영되었다. 독립 장편 영화 《갱 워》에 앞서 상영되었다. 《증기선 윌리》는 즉각적인 히트작이 된 반면, 《갱 워》는 이후 분실되어 오늘날에는 거의 잊혀졌다.

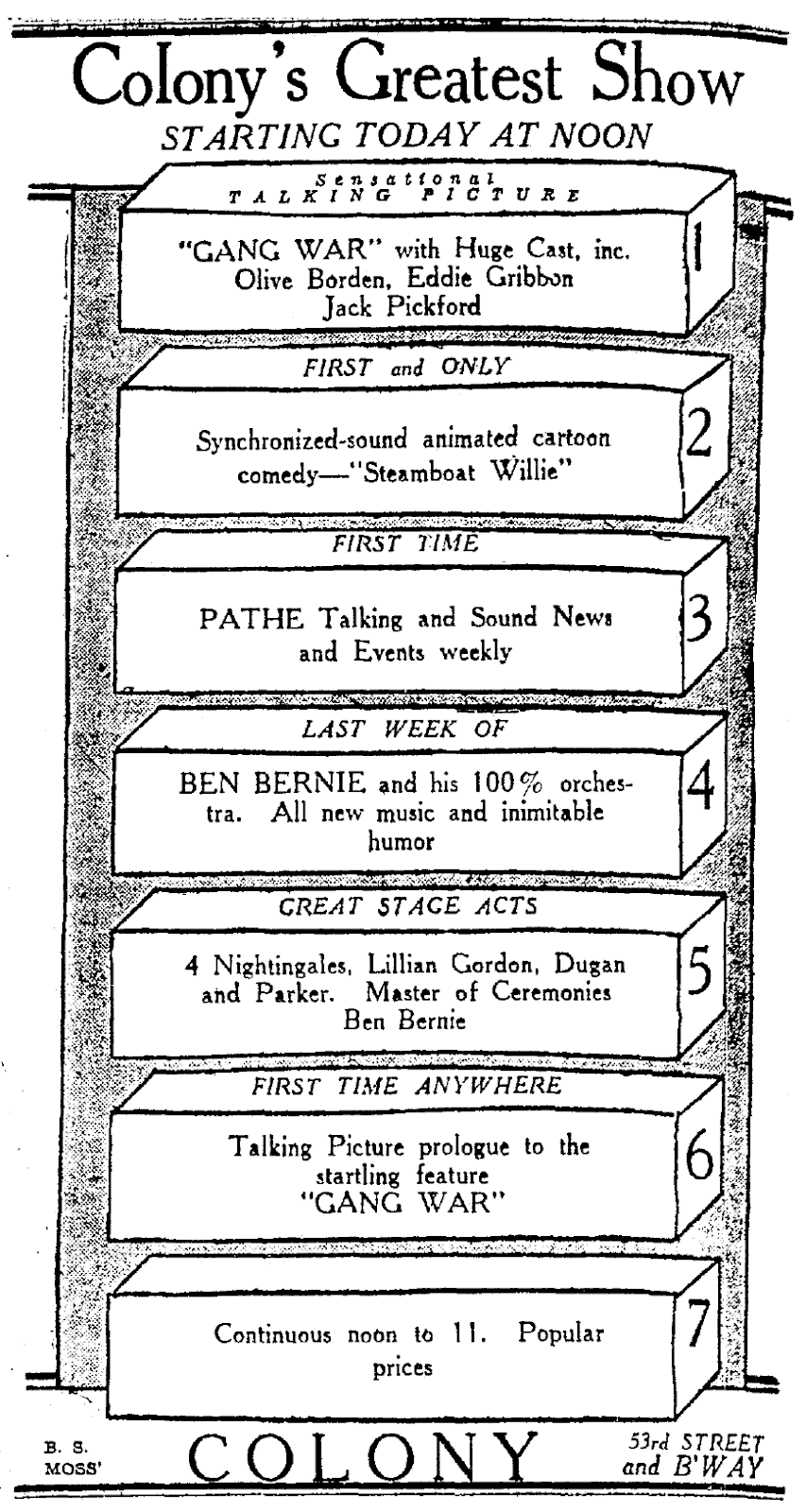
1928년 11월 18일 콜로니 극장의 포스터에서 두 번째 줄에 《증기선 윌리》를 홍보하고 있다.

《증기선 윌리》의 성공은 월트 디즈니뿐만 아니라 미키에게도 국제적인 명성을 가져다주었다.

《버라이어티》(1928년 11월 21일)는 다음과 같이 썼다.
음향 효과와 동기화된 최초의 애니메이션 만화는 아니지만, 호의적인 관심을 끈 최초의 작품이다. 이 작품은 음향 효과와 교묘하게 결합된 높은 수준의 만화 독창성을 보여준다. 이 결합은 많은 웃음을 가져왔다. 콜로니 [극장]에서 웃음소리가 너무 빨리 나와 서로 겹쳐졌다. 밝고, 활기차며, 상황에 완벽하게 맞는 동기화 작업의 걸작이다. 만화가는 월터 디즈니. 대부분의 애니메이션 만화가 골칫거리로 평가되는 가운데, 이 특별한 작품에 대한 신호적인 찬사이다. 같은 재능의 조합이 《증기선 윌리》만큼 좋은 시리즈를 만들어낼 수 있다면, 호환성 문제가 방해하지 않는 한 넓은 시장을 찾을 수 있을 것이다. 음향 시설을 갖춘 모든 극장에 무조건 추천한다.
《필름 데일리》(1928년 11월 25일)는 다음과 같이 말했다.
《증기선 윌리》가 가진 것은 다음과 같다: 첫째, 영리하고 재미있는 처리 방식; 둘째, 시네폰 방식으로 추가된 음악과 음향 효과. 그 결과는 진정한 오락의 한 조각이다. 음향 효과에서 최대한의 효과를 얻었다. 사운드 온 필름을 재생할 수 있는 유선 극장이라면 어디든 상영할 가치가 있다. 부수적으로, 이는 대중 상영을 위해 시네폰으로 녹음된 최초의 작품이며 뉴욕의 콜로니 [극장]에서는 웨스턴 일렉트릭 장비를 통해 상영되고 있다.

### 특별한 영예
1994년, 애니메이션 분야의 구성원들은 역대 최고의 만화를 나열한 《가장 위대한 50대 만화》라는 책에서 《증기선 윌리》를 13위로 선정했다. 1998년, 이 단편은 "문화적, 역사적, 또는 미학적으로 중요하다"고 판단되어 미국 의회도서관에 의해 미국 국립영화등기부에 보존되도록 선정되었다. 호주 퍼스 조폐국은 2015년 《증기선 윌리》를 기념하여 1kg 금화를 발행했다.

## 패러디
패러디 되는 장면은 주로 미키가 발을 구르고 휘파람을 불며 배의 키를 돌리는 장면인데, 증기선 윌리를 대표하는 신으로 유명하다. 이 장면은 최근 디즈니 애니메이션(볼트, 공주와 개구리 등)의 타이틀 로고와 엔딩 크레디트가 다 올라간 뒤에 나오기 시작한다. 자파의 귀환에서 지니가 이 장면의 미키를 흉내낸 적이 있다. 미키 마우스 워크에서 미키가 자신이 미키 마우스라는 것을 증명하기 위해 다시 이 장면을 재현한 적이 있다.또한 에피소드 "How to be a waiter"에서 구피가 사일런트 영화에 출연하는 씬이 나오는데, 여기서 구피는 증기선 윌리의 미키를 그대로 재현, 원래의 미키의 증기선과 충돌하고,미키의 증기선은 가라앉았다. 하우스 오브 마우스의 에피소드 'Mickey & Minnie's Big Vacation'에서 도널드 덕이 미키와 미니가 휴가를 나간 사이 클럽 이름을 "하우스 오브 덕(House of Duck)"이라 짓고, 클럽을 자기 취향대로 바꾸는 에피소드가 있는데, 관중들이 그에게 미키를 데려오라고 하자, 도널드는 이 장면을 패러디, 미키를 흉내내었다. 심슨가족에서 나오는 TV프로그램 '이치와 스크래치'에서도 패러디 되었다.

## 주해
1. ↑  유일한 대사는 피트가 "내려가라!"라고 중얼거리는 부분과 앵무새가 여러 번 "도와줘! 사람이 물에 빠졌어!"와 "많이 아프지 않길 바래, 친구!"라고 말하는 부분이다.[9]